# 아문적번역관
《아문적번역관》(我们的翻译官)은 2024년 방송되었던 중국의 드라마이다. 국내 OTT 비플릭스에서 감상할 수 있다. 바로가기

## 등장 인물
- 빅토리아 - 린시 역
- 진성욱 (陈星旭) - 샤오리청 역
- 비계명 (费启鸣) - 청야오 역
- 임자로 (林子璐) - 탄샤샤 역
- 우사사 (于莎莎) - 통신 역
- 오언주 (吴彦姝) - 리추이 역
- 필언군 (毕彦君) - 가오허니엔 역
- 임정빈 (任正斌) - 린다용 역
- 우혜 (于慧) - 가오원리 역

## 참고 사항
- 극중 샤오리청 역을 맡은 진성욱은 《니야유금천》에 이어 두 작품 연속으로 출연하였다